# Clayface
Clayface (på svenska även kallad Leransiktet) är en fiktiv figur och superskurk i berättelserna om Batman. Figuren gjorde debut i serietidningen Detective Comics #40 1940.
2009 rankade IGN Clayface på plats 73 i en topplista över största serietidningsskurkar genom tiderna.

## Fiktiv biografi

### Basil Karlo
Den ursprunglige Clayface, Basil Karlo, dök upp för första gången i Detective Comics #40. Han är en skådespelare som blir ursinnig när han får höra att det ska göras en förnyad version av den klassiska skräckfilmen "The Terror", vari han medverkade, utan att han får någon roll i den. Han maskerar sig som filmens skurk, Clayface, och börjar döda skådespelarna i den nya filmen i samma ordning som dessa karaktärer mördades i den gamla filmen. Slutligen planerar han att döda personen som innehar rollen som den nye Clayface, men blir stoppad av Batman och Robin. Han återkommer i Detective Comics #49 (1941) efter att fängelseambulansen han åker i störtar ut för en klippkant. Han förklär sig återigen som Clayface och riktar in sig på Bruce Waynes fästmö, Julie Madison, men blir återigen stoppad av den dynamiska duon.
Karlo injicerar senare sig själv med prover från Preston Payne och Sondra Fuller, och får förmågan att byta skepnad. Han blir därigenom den självutnämnde "Ultimata" Clayface. Han besegras av Batman och Lookers kombinerade ansträngningar genom att de överanstränger honom, vilket får honom smälta in i marken. Han sjunker in i jordskorpan när han förlorar kontrollen över sina krafter. Han överlever dock, och hans kropp innehåller nu kristaller, liknande kvarts, som förser honom med ännu större förmågor. Karlo flyr från sitt underjordiska fängelse när Gotham City drabbas av en jordbävning.

### Matt Hagen
Den andre Clayface, Matt Hagen, dök upp för första gången i Detective Comics #298. Han är en skattjägare som hittar en mystisk pöl med protoplasma i en grotta. När han går ner i den blir han omvandlad till en formbar, lerliknande varelse som kan byta skepnad till nästan vad han än önskar. Detta är dock endast en temporär effekt, och han måste periodvis återvända till pölen för att kunna använda dessa krafter.
Han kopierar eventuellt pölens protoplasmiska ämne genom kemiska studier. Men den artificiella protoplasman förser honom endast med dessa krafter under fem timmar, till skillnad från pölen som ger honom två hela dagar.
Hagen blir slutligen dödad av en skuggdemon i tolvnummersupplagan Crisis on Infinite Earths.

### Preston Payne
Den tredje Clayface, Preston Payne, dök upp för första gången i en cameo i slutet av Detective Comics #477, men gjorde sin stora debut i numret därefter. Denne lider av hyperpituitarism, och arbetar på S.T.A.R. Labs i sitt sökande efter ett motgift. Han får tag i ett blodprov från den dåvarande levande Matt Hagen, och skapar ett enzym som han injicerar i sitt blodomlopp. Trots att han tillfälligt får förmågan att byta skepnad är effekten kortvarig. Under en dejt börjar hans hud att smälta, och när han rör vid sin skräckslagna flickvän smälter hon helt och hållet. Payne bygger en dräkt för att hindra sig själv från att röra andra, men får veta att han måste sprida denna smittsamma smältning för att överleva. Under denna tidpunkt förvärras hans mentala hälsa då han förälskar sig i en vaxdocka som han kallar "Helena", som förvaras tillsammans med honom i hans cell på Arkham Asylum.
En natt argumenterar han med "Helena" och oavsiktligt slår av hennes huvud. I tron att han har dödat henne Payne går bärsärkagång tills han dämpas i ett närliggande träsk av fängelsevakterna. Han befrias dock av Sondra Fuller och bildar en allians med andra Clayfaces. Payne och Fuller förälskar sig och flyttar ihop, vilket leder till att Fuller blir gravid med sonen Cassius.
Payne tros så småningom omkomma i en explosion.

### Sondra Fuller
Den fjärde Clayface, Sondra Fuller (även kallad "Lady Clay"), dök upp för första gången i Outsiders (volume 1) #21. Hon är medlem i Strikeforce Kobra, och omvandlas till en formändrare av Kobras teknologier. Hon går med på att genomgå processen eftersom hon hatade sitt eget ansikte.
Hon besitter identiska förmågor som Matt Hagen, men de är permanenta, utan kravet på en källa för protoplasma. Hon kan dessutom kopiera vilka krafter hon vill från vem hon än formar sig till. Hon besegras av Outsiders.
Hon gifter så småningom med Payne och får sonen Cassius.

### Cassius Payne
Den femte Clayface, Cassius Payne, dök upp för första gången i Batman #550. Han är son till Preston Payne och Sondra Fuller, som redan hade Clayfaceförmågor före Cassius födsel, och han fick därmed sina krafter genetiskt.
Om en bit av honom skiljs från hans kropp kan den kombineras med en annan människa och ge denne Clayfaceförmågor.

### Dr. Peter Malley
Den sjätte Clayface, Dr. Peter Malley, dök också upp i Batman #550. Denne vetenskapsman blir Clayface efter att ett hudprov från Cassius Payne kommer i kontakt med honom. Han har förmågan att smälta objekt bara genom att titta på dem. Han blir dock förgjord, och kvarlevorna förvaras på DEO:s högkvarter.

### Todd Russell
Den sjunde Clayface, Todd Russell, dök upp för första gången i Catwoman Vol. 3, #4 (2002). Denne har förmågan att skifta i både former och storlekar, och jagar prostituerade i Gotham East End tills Catwoman lyckas fånga hans skrumpna kropp i en frys. Litet är känt om denne Clayfaces förflutna. Han var i armén, drabbades av skador och har därefter experimenterat innan han förlorade det mesta av sitt minne och upptäckte sina nya krafter.

### Johnny Williams
Den åttonde Clayface, Johnny Williams, dök upp för första gången i Batman: Gotham Knights #60 (2005). Han introduceras som en tidigare brandman som omvandlas till en lerliknande varelse i en explosion på en kemisk fabrik. Han upptäcker först sin omvandling efter att av misstag ha dödat en prostituerad. Skräckslagen och drabbad av skuldkänslor planerar han att begå självmord. Men just innan detta träffar han Hush och Gåtan, som berättar för honom att han har blivit den nye Clayface. De manipulerar honom att utföra deras onda gärningar genom att utlova botemedel för hans tillstånd. Han förstår så småningom att han är lurad, och erbjuder Batman sin hjälp mot Hush.

## Krafter och förmågor
Var och en av de olika Clayfaces har vissa särskilda krafter vid sidan av deras skepnadsbytande förmåga.
- I sina tidigaste framträdanden har Basil Karlo inga krafter. I nyare serier blir Basil Karlos kropp gjord av lera efter att han tar DNA från Clayface III och Lady Clay, som gör det möjligt för honom att få kombinerade befogenheter från dem båda. I The New 52 förbättras dessa till en nivå där han kan efterlikna andras DNA.
- Matt Hagen hade tillfällig form- och röstväxling, och en kropp som utgörs av levande lera som han kan dela upp och ändra genom vilja. Hagen var tvungen att regelbundet bada i protoplasma för att ladda sina krafter.
- Preston Payne hade ursprungligen formskiftande egenskaper, men slutade med förmågan att smälta människor med sin beröring. Han har superstyrka från dräkten som hindrar honom från att smälta andra. Prestons formskiftande förmåga återställs senare av Prometheus.
- Sondra Fuller har formskiftande egenskaper och kraftduplicering.
- Cassius Payne har båda sina föräldrars krafter. Om en bit av honom skiljs från hans kropp kan det utveckla egen vilja och även förbinda sig med en människa för att omvandla dem till en "Claything".
- Dr Peter Malley hade samma krafter som Cassius, men kunde smälta människor utan att röra dem.
- Todd Russell hade formskiftande krafter.
- Johnny Williams hade formskiftande krafter.

## I andra medier
- Även om Clayface inte dyker upp i något avsnitt av 1966 års live action-serie Läderlappen dyker han upp bland skurkarna i introt.[2] Vissa fans förmodar att producenterna hade planer att eventuellt introducera figuren i TV-serien, men att idén släpptes på grund av att budgeten inte skulle täcka utrustningen och specialeffekterna som krävdes. En annan skepnadsbytande skurk som kallas False Face (spelad av Malachi Throne), som använder förklädnader för att likna andra människor, dyker dock upp. Som kanon i Batman '66 #59, 2015 (en serie som är baserad på TV-serien), fick även False Face det verkliga namnet Basil Karlo, vilket är namnet på den förste Clayface.[3]

- Matt Hagens version av Clayface är en återkommande skurk i Filmation-serien The New Adventures of Batman, med röst av Lou Scheimer, och senare av Lennie Weinrib. Denna version av Clayface dricker regelbundet en vätska för att erhålla sina krafter. I den föregående serien (The Adventures of Batman) fungerade Gåtan som en av de främsta skurkarna tillsammans med Jokern, Pingvinen och Catwoman. Men då Filmation-studion vid denna produktion saknade rättigheterna till Gåtan (som då tillhörde den konkurrerande studion Hanna-Barbera för serien Super Friends) fungerade Clayface som dennes ersättare i denna serie.

- Clayface dyker upp i DC Animated Universe, med röst av Ron Perlman.
  - I Batman: The Animated Series debuterar han i det tvådelade avsnittet "Feat of Clay". Trots att detta är Matt Hagens version påminner hans bakgrund mer om Basil Karlos. Hagen är en före detta skådespelare som tvingats dra sig tillbaka efter att en bilolycka vanställt hans ansikte. Han får regelbundet en ansiktskräm som kallas "Renuyu" av den korrupta affärsmannen Roland Daggett, som tillfälligt återställer hans normala utseende. I utbyte måste Hagen utföra brott under Daggetts order. Under en olydnad avslår Daggett Hagens tillgång till krämen, och Hagen är tvungen att bryta sig in på Daggetts laboratorium för att få tag i mer. Han upptäcks dock av Daggetts män, som dränker hans ansikte i Renuyu. Detta lämnar Hagen med en permanent fysik i form av ett lerliknande monster. Med sina nyvunna krafter försöker Hagen, som numera kallar sig Clayface, att hämnas sin mutation på Daggett och hans män, men stoppas av Batman genom att denne använder Hagens skepnadsbytande förmåga emot honom. Han återkommer i avsnittet "Mudslide", där hans kropp håller på att demoleras. Han återställs till en skenbar god hälsa av en forskare vid namn Stella Bates, som förälskar sig i Hagen. Under en strid med Batman faller han ner i havet och löses upp. I denna serie gjorde Peter Sjöquist hans svenska röst.
  - I The New Batman Adventures dyker Clayface först upp kortvarigt i pilotavsnittet "Holiday Knights", där han attackerar Harvey Bullock och Renee Montoya, men besegras av Batgirl. Han dyker sedan upp i avsnittet "Growing Pains". På grund av sitt svaga tillstånd skapar han en liten flicka från en del av sin kropp för att hålla utkik om det är riskfritt för honom att återvända till staden. Flickan får dock egen vilja och flyr från Clayface och springer snart på Robin (Tim Drake), som gör allt för att hjälpa henne. Eftersom flickan tycks ha minnesförlust och inte har något namn kallar Robin henne för "Annie". Clayface hittar så småningom Robin och Annie. Han har tagit formen som en stor man och kallar sig flickans pappa. För att rädda livet på den nära besegrade Robin låter sig Annie resorberas av Clayface, vilket "dödar" henne. Rasande över detta dödar Robin nästan Clayface med litervis med lösningsmedel, men Batman stoppar honom, och skurken grips och fängslas på Arkham. I denna serie gjorde Andreas Nilsson hans svenska röst.
  - I Justice League dyker Clayface upp i dubbelavsnittet "Secret Society". Han hålls då i förvar i tunnor som etiketterats som "farligt avfall" hos samlaren Morgan Edge ute på hans ö. Han blir dock befriad av en grupp superskurkar under ledning av Gorilla Grodd, och blir en del av deras organisation (kallad Secret Society) i ett försök att besegra Justice League. Clayface blir dock, liksom de andra skurkarna, besegrad efter att Flash och Hawkgirl fäster ett flertal fyrverkerier i hans kropp och antänder dem. I denna serie gjorde Thomas Engelbrektson hans svenska röst.

- Clayface medverkar i det tolfte avsnittet av den kortvariga TV-serien Gothams änglar, spelad av Kirk Baltz. Denna version är en skulptör som inspireras av andras smärta. Liksom andra versioner är han en skepnadsbytare, men hans krafter förklaras komma från en särskild formel som skapats av en skurkaktig forskare. Han har även en son med namnet Chris Cassius som kan förvandla folk till lera, vilket gör hans krafter likartade med Preston Payne.

- Det finns två versioner av Clayface som medverkar i The Batman.  Den första inkarnationen är Ethan Bennett (med röst av Steve Harris), en detektiv på Gotham Citys poliskår och Bruce Waynes bästa vän. Han debuterar som Clayface i dubbelavsnittet "The Rubber Face of Comedy/Clayface of Tragedy". Efter inandningen av en vätska som Jokern använder under sina senaste brott, som ger allvarliga biverkningar. Han muteras till en grå lerfigur i sin lägenhet och vänder sig så småningom till brott. I avsnittet "Clayfaces" introduceras Basil Karlos version av Clayface, med röst av Wallace Langham, och senare av Lex Lang.

- Basil Karlos version medverkar som boss i TV-spelet Batman: Arkham City, med röst av Rick D. Wasserman. Han använder sin formskiftande förmåga och tar skepnaden som Jokern för att dra iväg Batmans uppmärksamhet från den riktige Jokern, som är döende genom förgiftning. I slutet av spelet visar Clayface sitt riktiga jag och börjar slåss mot Batman som spelets sista boss.